# Льонок звичайний

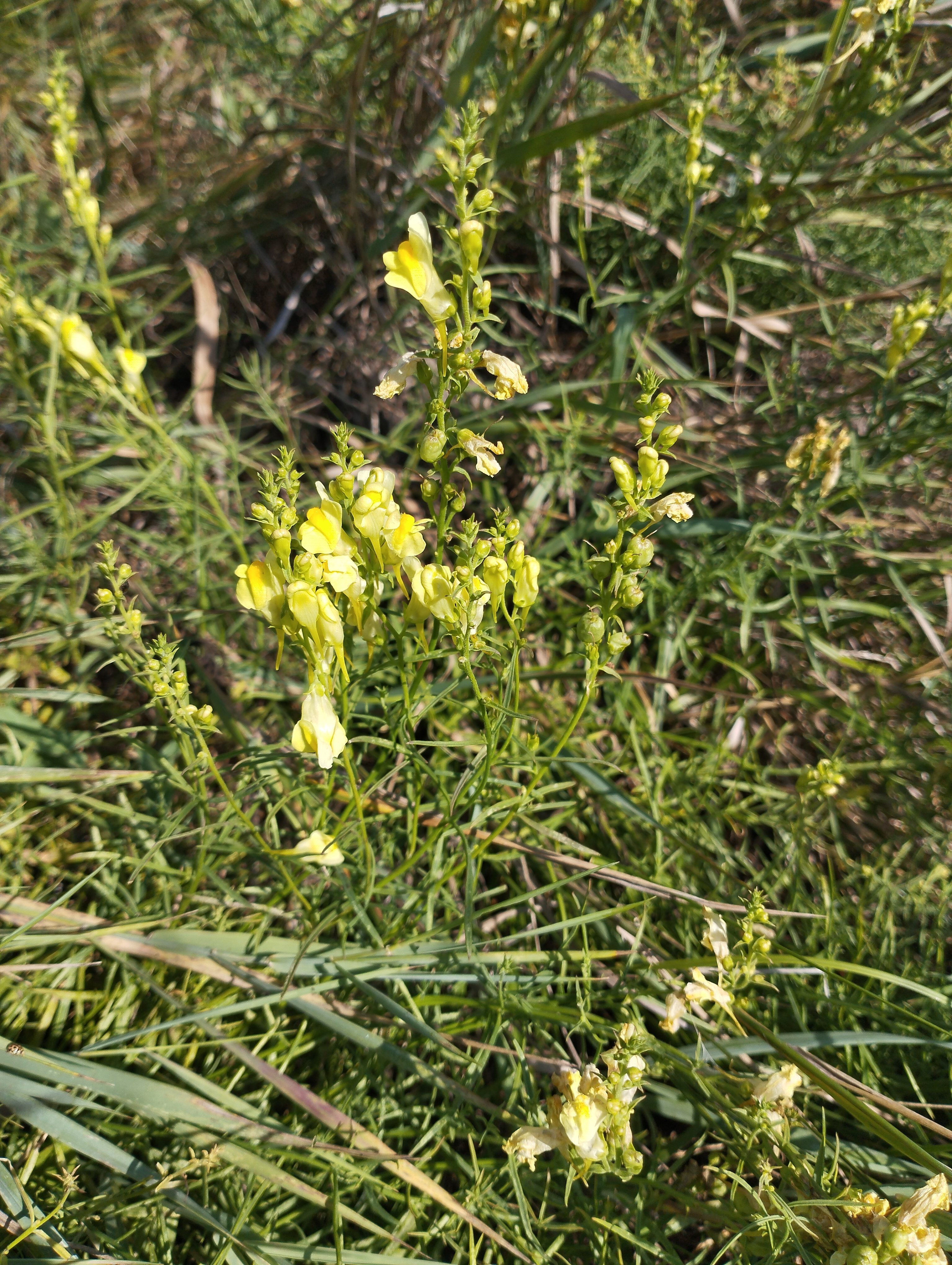
Льонок звичайний. Кропивницький район, Україна

Льонок звичайний (Linaria vulgaris Mill.) — вид губоцвітих рослин родини подорожникові (Plantaginaceae).
Багаторічна трав'яниста рослина, надто поширена як бур'ян. Стебло пряме, невелике. Листки лінійно-ланцетоподібні. Квітки жовтаві, зібрані у верхівкову китицю. Росте льонок на межах, серед посівів, на сухих схилах, світлих лісових галявинах, понад кручами. Поширений в Україні, на Кавказі, у Сибіру, на Далекому Сході.

## Сировина
Для медичного використання заготовляють квітучі стебла довжиною 15—20 см. Свіжа і висушена рослина має неприємний запах.

## Хімічний склад
Рослина містить алкалоїд пеганін, флавоноїдні глікозиди, органічні кислоти та ін. Встановлено, що алкалоїд пеганін діє гіпотензивно при підвищеному артеріальному тиску, уповільнює серцеві скорочення.

## Застосування
Препарати льонку звичайного знаходять застосування як сечогінні, гіпотензивні та проносні засоби.
Густий відвар льонку звичайного в молоці — хороший засіб для труєння мух.